# Божидар Комац
Божидар Комац (Загреб, 7. март 1926 — Бела Црква, 14. јул 2013) био је власник два државна рекорда СФРЈ који ни до данас нису оборени. Једрилицом Кошава – прелет Вршац Скопље (355 km) и слободни прелет до Битоља (460 km). Летео на педесет три различита типа једрилица. У ваздуху једрењем остварио 1.600 сати налета. Наставник летења, пробни пилот, летачки инспектор, са 4.500 сати налета на тридесет типова моторних авиона и три стотине питомаца које је упутио у тајне једрења.
Постигавши све што се могло у спортском једриличарству, Комац се 1959, као непобеђени рекордер, запослио као пилот у привредној авијацији. Тако је доспео чак до далеког Туниса., где памти почасни лет на венчању председника Хабиба Бургибе. Тада је дуж стазе за младенце посипао лишће од јасмина.
Рутински лет у Тунису, омео је изненадни удар бочног ветра, који је бацио авион Божидара Комца право на далековод високог напона. Данас је једини видљиви знак несреће, која је изгледала страховито, непокретно десно колено. Одлука лекарске комисије- крај летења... Ипак, 1970. још једном је једрио скоро три сата, у Немачкој, на аеродрому „Фрецхен“...
Ваздухопловни Савез Југославије га је 1971. поставио за тренера и капитена државне једриличарске репрезентације СФРЈ на 13. Светском једриличарском првенству одржаном у Вршцу 1972.
Данас Божидар Комац живи у Вршцу. Након престанка активног летења, вратио се својој првој љубави — авио-моделарству. Највише времена проводи у својој авио радионици за малим стругом, јер како каже, његово основно занимање је металостругар. Пре пар година израдио је чудесни модел једрилице „Кошава 2". Хтео је, каже, да то буде симбол светске славе, вечно сећање на југословенску једрилицу „Кошава“, светски рекорд и успомена на Вршац.

## Награде и признања
У избору дневног листа Политика Божидар Комац је 1957. године изабран за спортисту године.
Носилац десет државних и једног светског рекорда, власник Златне „Ц“ значке с три дијаманта, победник (заједно са Звонимиром Рајном) једног светског и три државна првенству ваздухопловном једриличарству.